# Rafael Moneo
José Rafael Moneo Vallés (Tudela, Navarra, 9 de mayo de 1937) es un arquitecto español, el primero que ha sido galardonado con el Premio Pritzker de arquitectura en 1996.

## Biografía

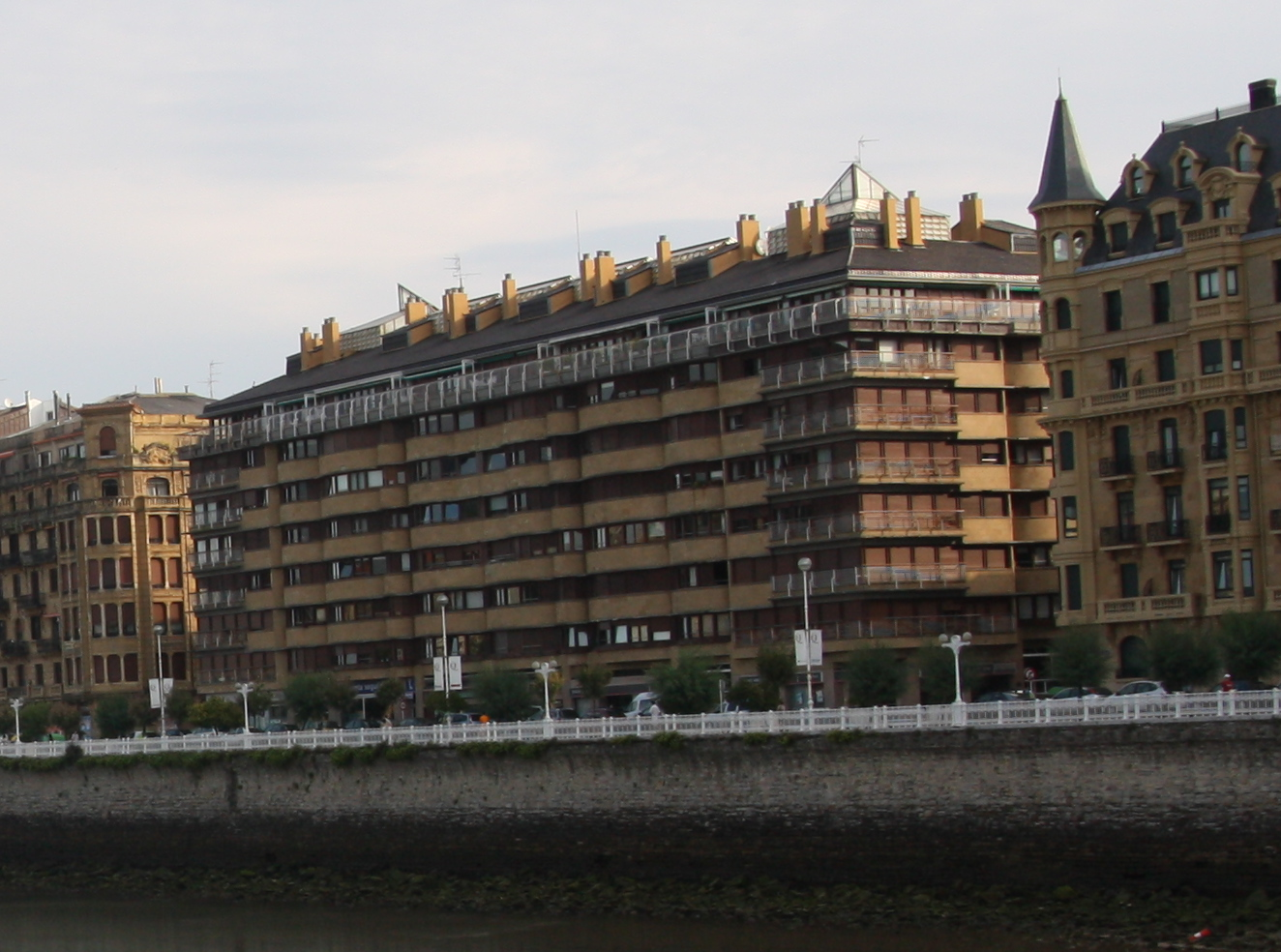
Edificio Urumea, en San Sebastián.

Obtuvo el título de arquitecto en la Escuela Técnica Superior de Arquitectura de Madrid, donde se graduó en 1961, colaborando durante sus estudios en varios proyectos con Francisco Javier Sáenz de Oiza (1956-1961). Trabajó entre los años 1961 y 1962 en el despacho de Jørn Utzon en Hellebæk (Dinamarca), el autor del famoso edificio de la ópera de Sídney.
En 1963 recibió una beca de dos años para estudiar en la Academia de España en Roma, estancia que tuvo gran influencia sobre su trabajo posterior. Volvió a España en 1965 y fue en primer lugar profesor adjunto en la Escuela de Arquitectura de Madrid (1966-1970). En 1971 ganó la Cátedra de Elementos de Composición en la ETSAB, lo que le llevó a vivir durante casi diez años en Barcelona, hasta que en 1980 ganó la oposición a catedrático de composición en la Escuela de Arquitectura de Madrid, que abandonó tras unos años de ejercicio.

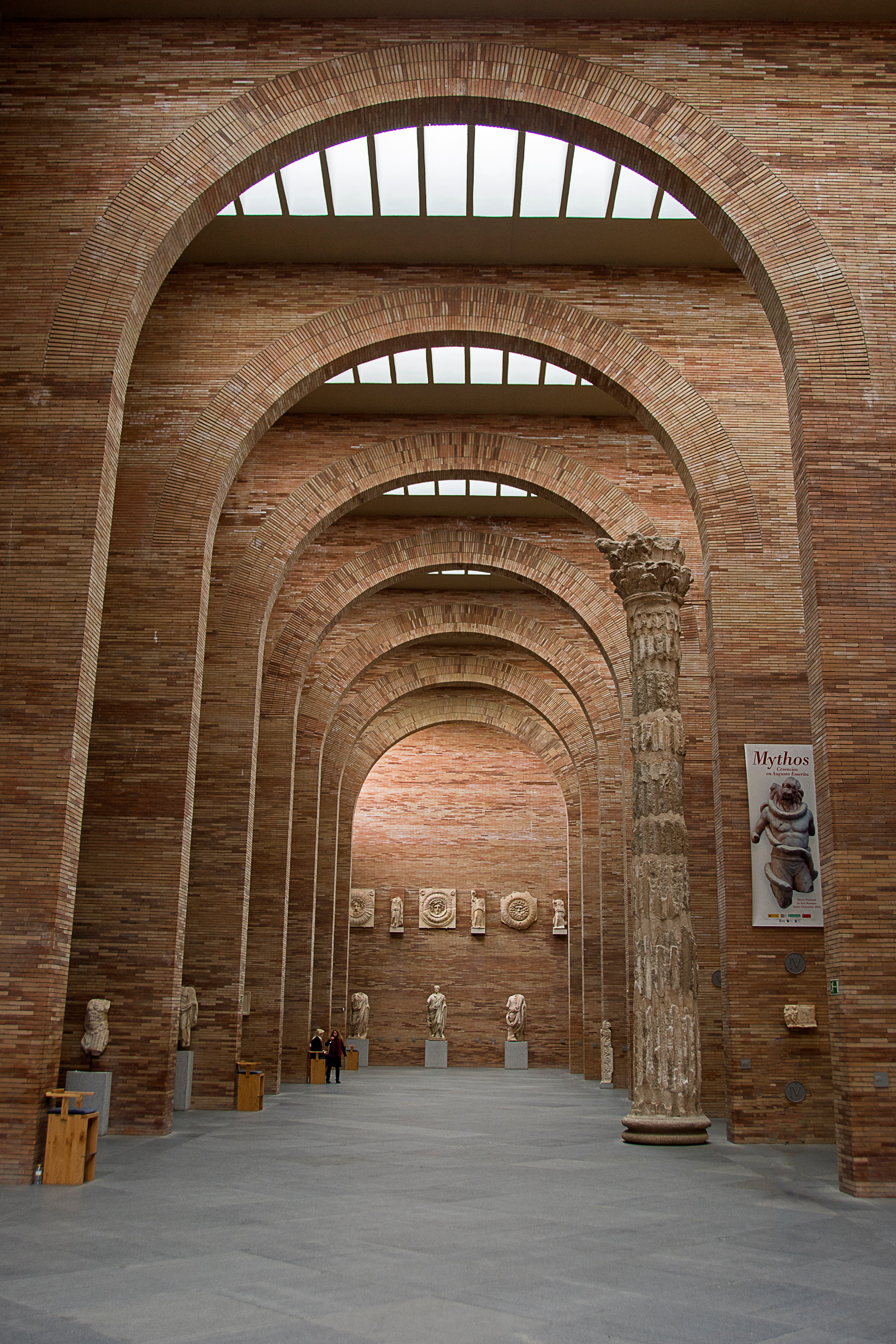
Interior del Museo Nacional de Arte Romano de Mérida (1980-1985).

En 1973 Moneo había establecido su propio despacho en Madrid, compaginando desde entonces el diseño arquitectónico con la enseñanza. En ambas actividades denunció la tendencia moderna de crear edificios con criterios de corto plazo, y defendió el diseño de obras que puedan mantenerse actuales durante un largo tiempo, a modo de monumentos. En la línea de lo que ha sido llamado el racionalismo contextual, Moneo no sigue las corrientes de utilitarismo y expresionismo europeas, sino que refleja en sus obras una versión suavizada del estilo nórdico y de la tradición holandesa. A todo ello, Moneo suma su propia visión de la arquitectura histórica. Las obras de los años 60 son las que reflejan mejor estas ideas. En 1976 Moneo fue invitado a los Estados Unidos, donde trabajó en el Instituto de Arquitectura y Estudios Urbanos de Nueva York y dio clases en la Cooper Union School of Architecture (Nueva York). Durante los años siguientes impartió clases también en Princeton y Harvard y en el departamento de Arquitectura de la Escuela Politécnica Federal de Lausana (Suiza).

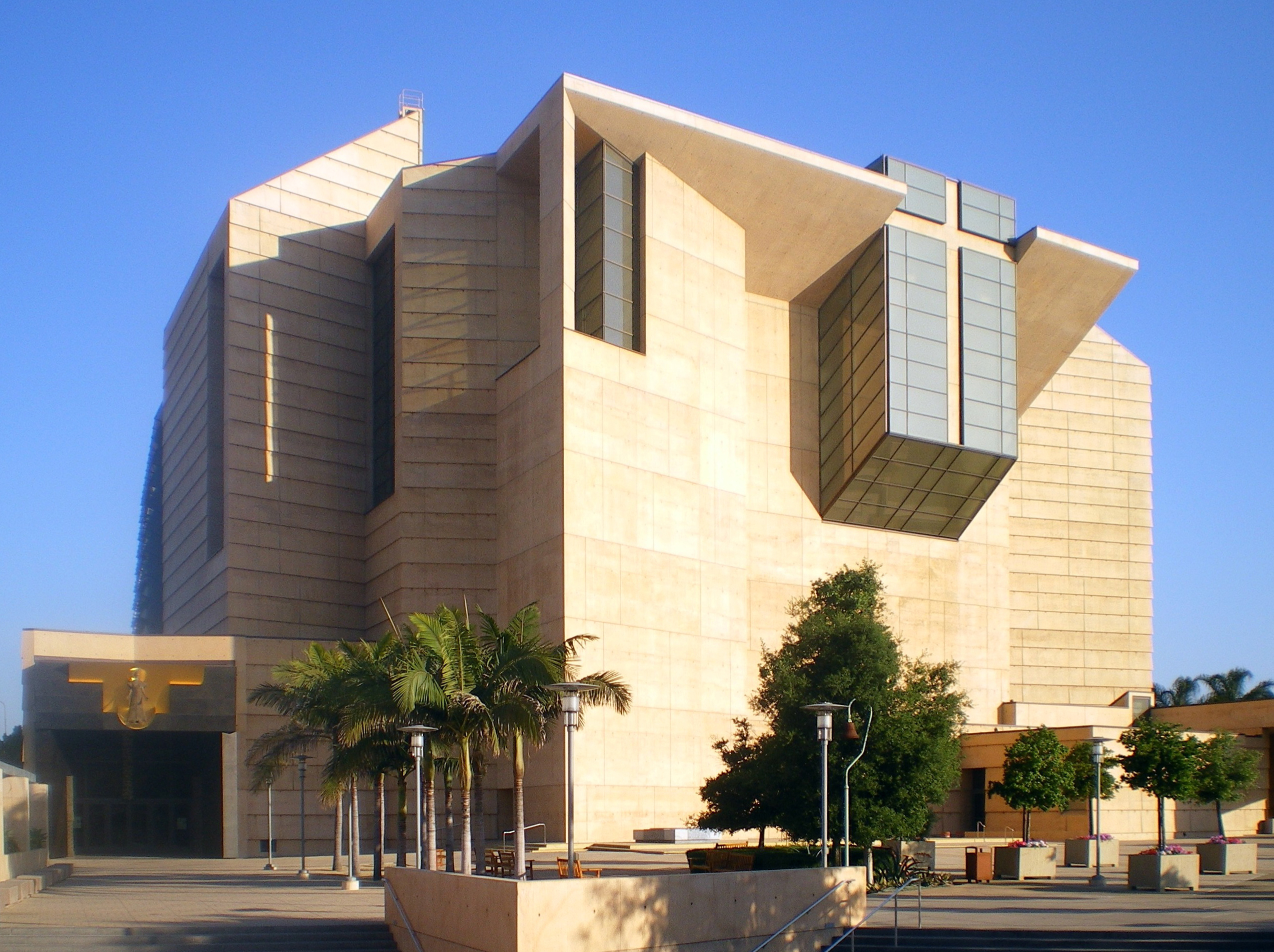
Rafael Moneo, que es católico no practicante, construyó la catedral de Nuestra Señora de Los Ángeles (1996-2002).

En 1985 fue nombrado decano del Departamento de Arquitectura de la Universidad Harvard, puesto que ocupó durante quince años. Sigue conservando su cargo de Catedrático de Arquitectura en dicha escuela,  que visita regularmente, habiendo obtenido recientemente la Sert Professorship un título honorífico. En 1992 Moneo recibió la Medalla de Oro al Mérito en las Bellas Artes del Gobierno Español. En 1993 fue nombrado doctor honoris causa por la Universidad de Lovaina (Bélgica). Recibió el Arnold W. Brunner Memorial Prize de Arquitectura, otorgado por la Academia Americana de las Artes y las Letras. Fue galardonado con el Premio Príncipe de Viana del Gobierno de Navarra. Recibió en Estocolmo el Premio Schock de Artes visuales, premio concedido por la Fundación Schock y la Real Academia de las Artes. En 1994 recibió un Laura ad Honorem de la Escuela de Arquitectura de Venecia. En 1996 fue galardonado con el Premio Pritzker de Arquitectura y la Medalla de Oro de la Academia de Arquitectura de Francia y la Medalla de Oro de la Unión Internacional de Arquitectos. En 1996 fue el encargado de pronunciar el pregón de las Fiestas de la Mercè de Barcelona, con un discurso en el que reflexionó sobre la relación entre la ciudad y su arquitectura.
En 1997 es nombrado académico numerario de la Real Academia de Bellas Artes de San Fernando de Madrid y recibe el título de Doctor Honorario de Tecnología del Real Instituto de Tecnología de Estocolmo. En 1998 recibe el Premio Feltrinelli de le Academia Nazionale dei Lincei, en Roma. Es miembro de la Academia Americana de las Artes y las Ciencias, de la Academia de San Lucas de Roma y de la Real Academia Sueca de las Bellas Artes. Desde 2007 también es miembro de número de Jakiunde, Academia de las Ciencias, de las Artes y de las Letras del País Vasco. Es miembro honorífico del Instituto Americano de Arquitectos y del Real Instituto de Arquitectos Británicos.
Moneo dice buscar con su arquitectura la durabilidad y el diálogo con la evolución histórica. Según Moneo al arquitecto le corresponde encontrar en cada época los elementos y modelos que la transforman para adaptarla a las necesidades de las épocas que transcurren. Moneo sigue siendo considerado por numerosas personas uno de los grandes arquitectos españoles contemporáneos.
En 2001 gana el Premio Mies van der Rohe.
En 2012 es galardonado con el Premio Príncipe de Asturias de las Artes.
En 2013 el Estado español reclamó dos millones de euros a Moneo por «vicios ruinógenos» en el proyecto de la residencia del embajador español en Washington, Estados Unidos.
En 2015 inaugura su "edificio más abstracto" como él mismo lo define: el Museo de la Universidad de Navarra. En el año 2017, publicó el libro Una manera de enseñar arquitectura. Lecciones desde Barcelona, 1971-1976, un ejemplar que reúne por primera vez todo el material docente producido a su paso por las aulas de la Escuela Técnica Superior de Arquitectura de Barcelona (ETSAB). Un año más tarde, en 2018, Rafael Moneo presentó en su estudio de Madrid el libro "La vida de los edificios". Un libro divulgativo sobre arquitectura en forma de ensayo que versa sobre varios edificios españoles: "La Mezquita de Córdoba", "La Lonja de Sevilla" y "El carmen de Rodríguez-Acosta en Granada".
En junio de 2019 es nombrado doctor honoris causa de la Universidad de Navarra por su trayectoria profesional como arquitecto, docente y teórico.
En 2021 escribió un obituario en recuerdo de su compañero de estudios, el arquitecto Dionisio Hernández Gil, ganador del pensionado de arquitectura de la Academia de España en Roma en 1962.

## Vida privada
Está casado con Belén Feduchi (hija del arquitecto Luis Martínez-Feduchi) y es padre de la también arquitecta Belén Moneo.

## El Kursaal

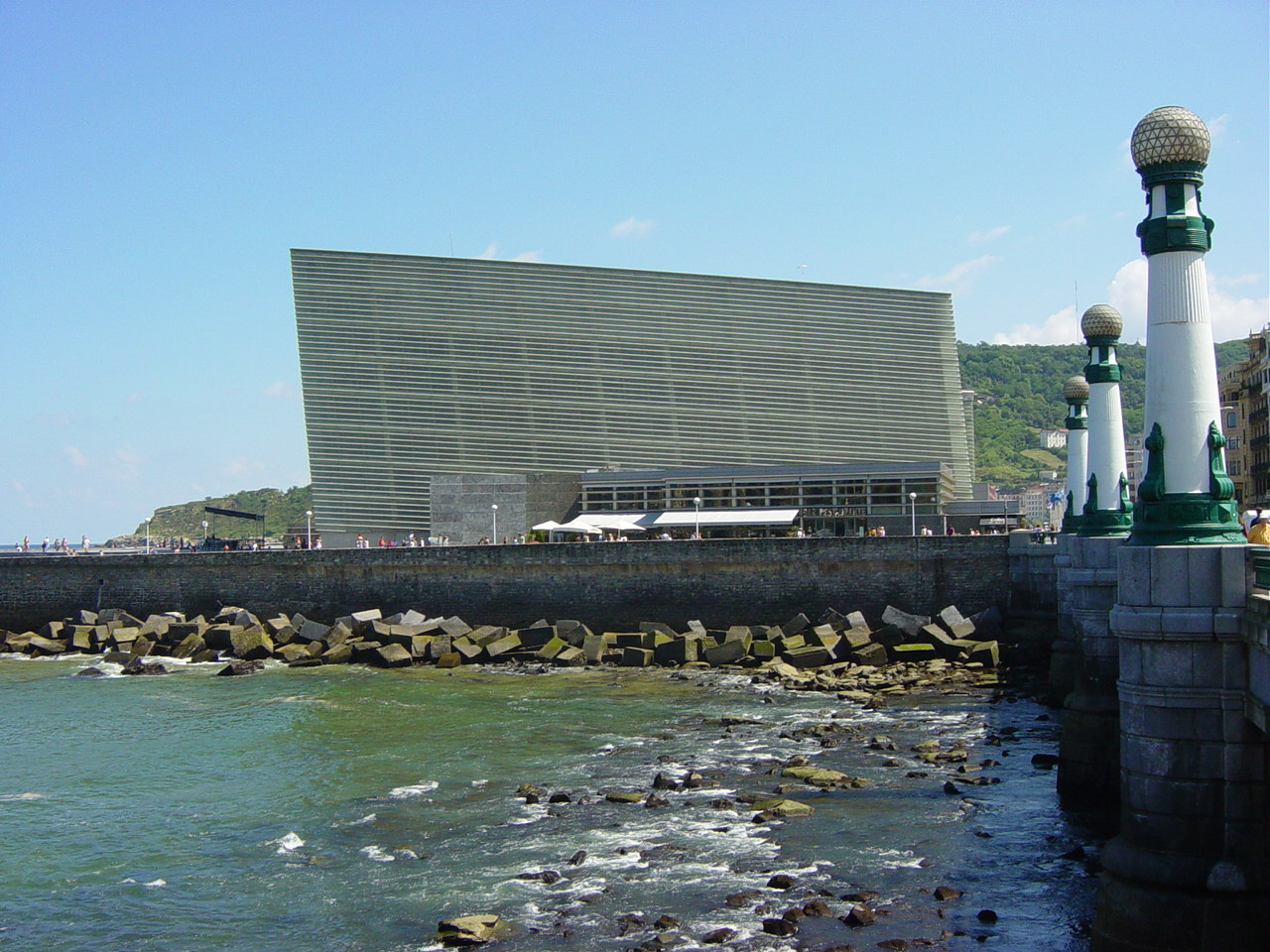
El Palacio Kursaal (1990-1999).

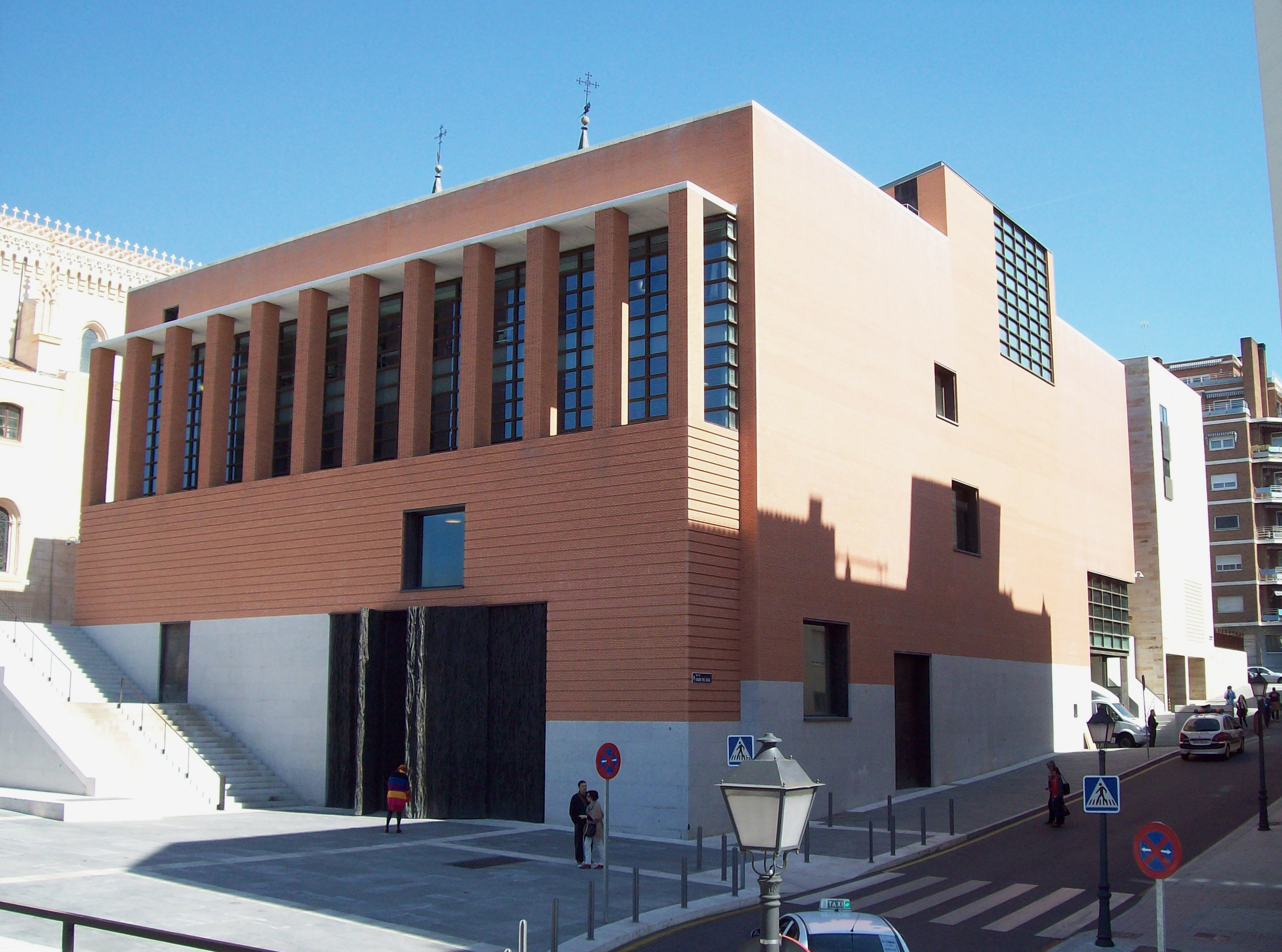
Ampliación del Museo del Prado (2007).

Su "Centro cultural y auditorio del Kursaal" en San Sebastián, descrito por Moneo como un elemento mediador entre lo natural y lo abstracto, en la línea del pensamiento oteiciano, despertó el interés de la crítica; por el giro que suponía en el trabajo del arquitecto navarro. Una obra conflictiva que supuso numerosas críticas al arquitecto, ya que un error provocó el derrumbamiento durante la obra de la gran escalera del edificio principal (afortunadamente, sin que hubiera víctimas). Se ha convertido, una vez finalizada, en un icono de la ciudad.

## Moneo en el paseo del Prado
En el entorno del madrileño paseo del Prado Rafael Moneo ha dejado tres de sus obras de madurez más representativas de una parte de su pensamiento: la transformación del Palacio de Villahermosa para acoger el Museo Thyssen-Bornemisza, la ampliación del Banco de España (una actuación polémica por el mimetismo formal empleado por Moneo) y la ampliación del Museo del Prado.
Las tres obras mencionadas han contado con el beneplácito de los administradores públicos y del público general, pero han alejado su trabajo de la vanguardia disciplinar a la que perteneció en los años 80. La ampliación del Museo del Prado fue el resultado de un segundo concurso, tras un certamen internacional cuyo primer premio quedó desierto.
Moneo ha sido también un estudioso del diseño de mobiliario, que ha impulsado apoyando incluso iniciativas empresariales como B.D. Ediciones de Diseño y abordando él mismo el diseño y contratación del mobiliario de muchos de sus proyectos arquitectónicos.

## Obras representativas
1960-1980

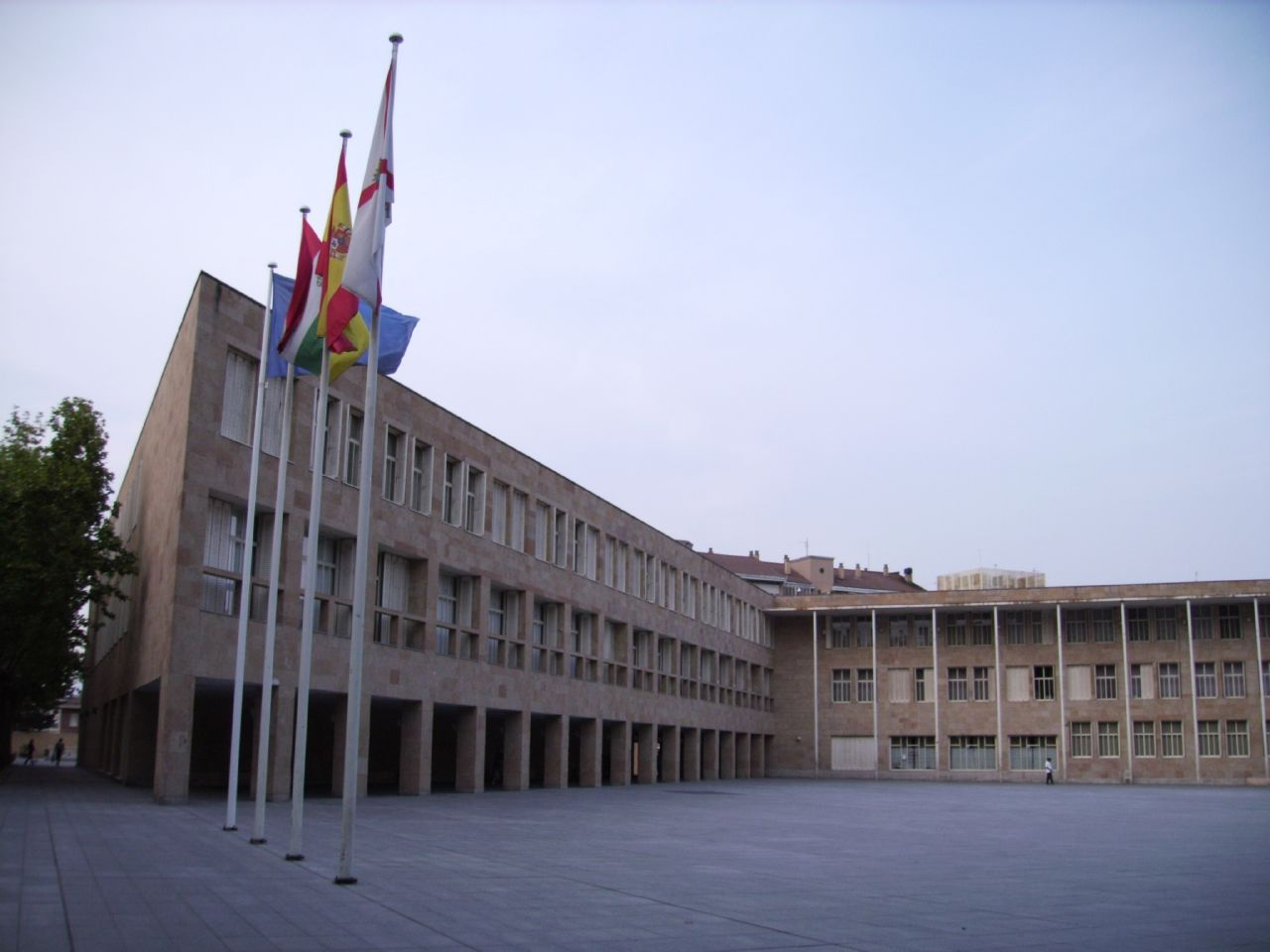
Casa consistorial de Logroño (1973-1981).

- Casa Gómez Acebo, Soto de la Moraleja (Madrid) (1966)
- Edificio Urumea, San Sebastián (1969-1973)
- Viviendas del Paseo de la Habana núm. 71, Madrid (1971)
- Ampliación de la sede principal de Bankinter, Paseo de la Castellana (Madrid) (1972-1976), junto con Ramón Bescós, considerada una de sus primera obras trascendentales, combinando lo antiguo y lo moderno
- Casa consistorial de Logroño (Logroño, España) (1973-81)

1980-2000

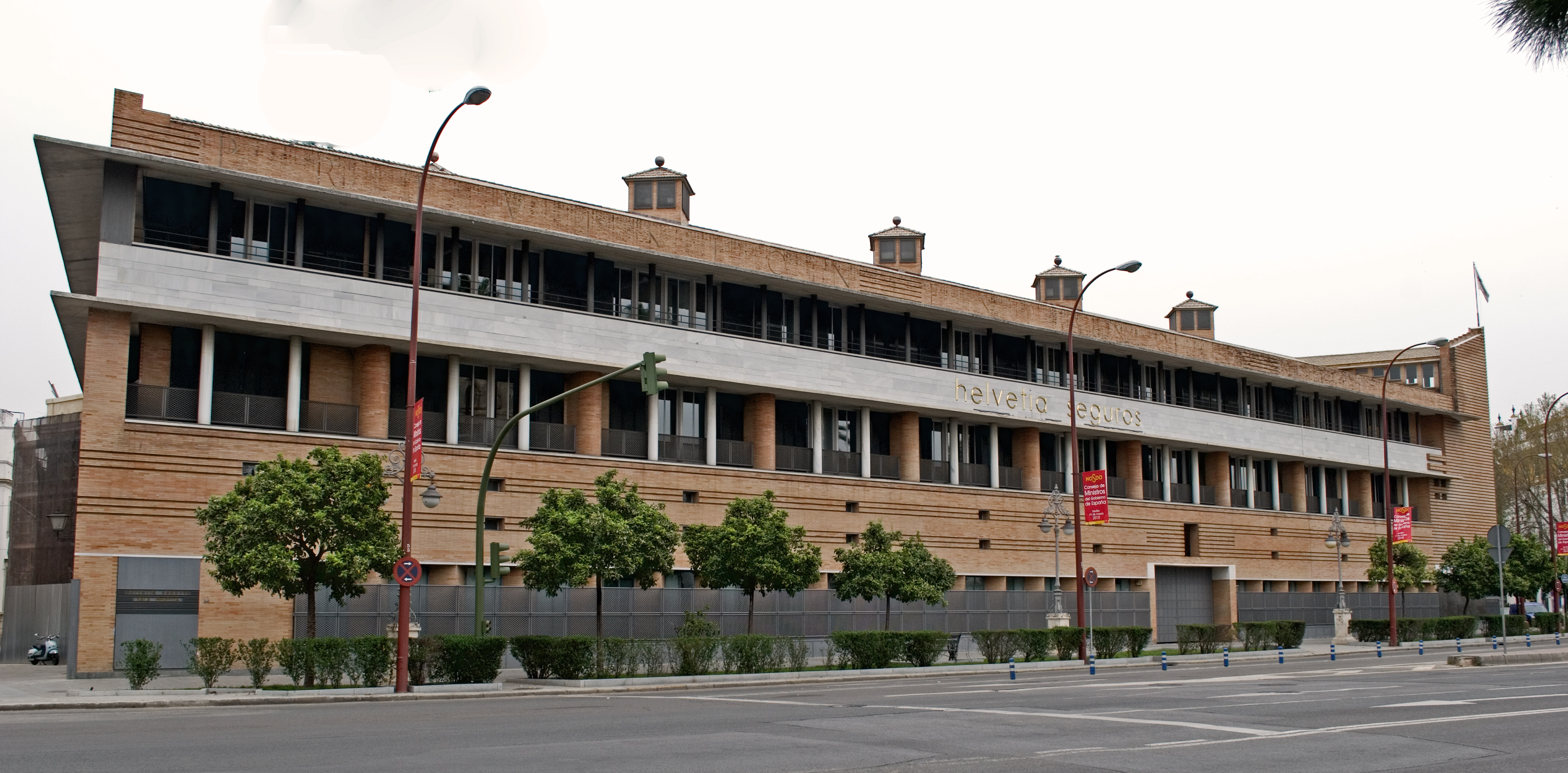
Edificio de Previsión Española (Sevilla) (1982-1987).

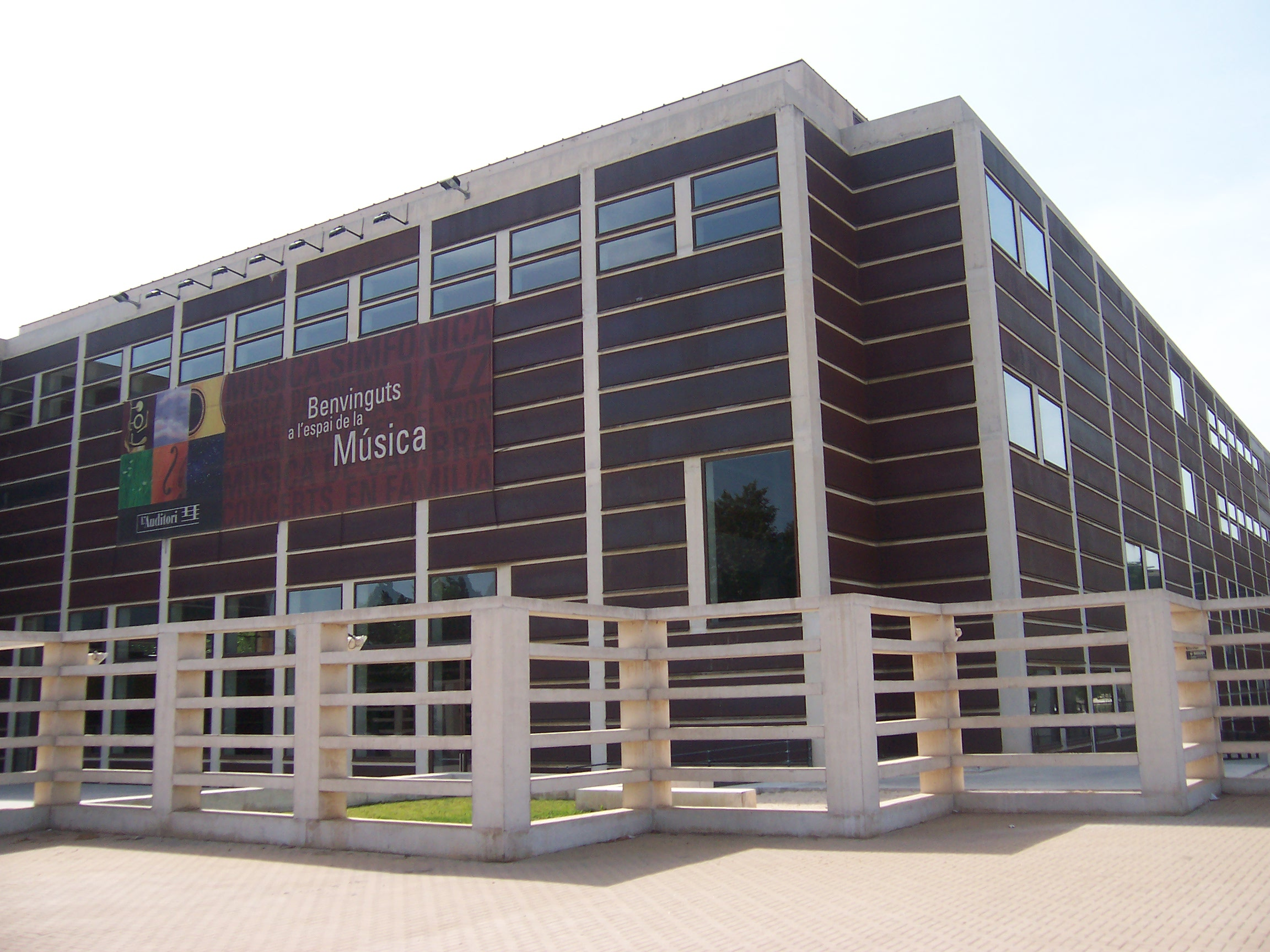
El Auditorio de Barcelona (1987-1992).

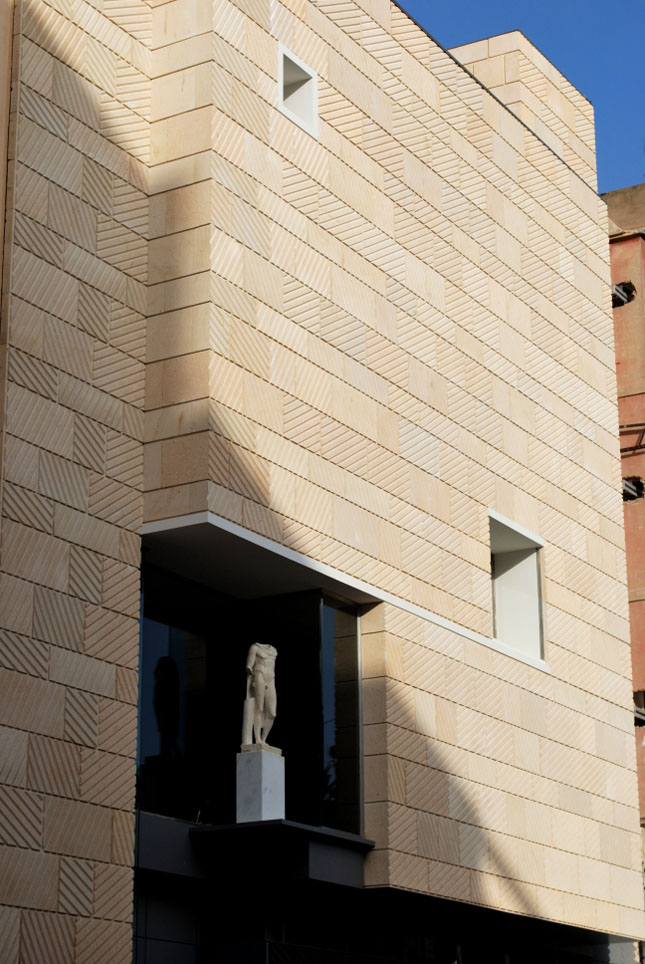
Museo del Teatro Romano de Cartagena

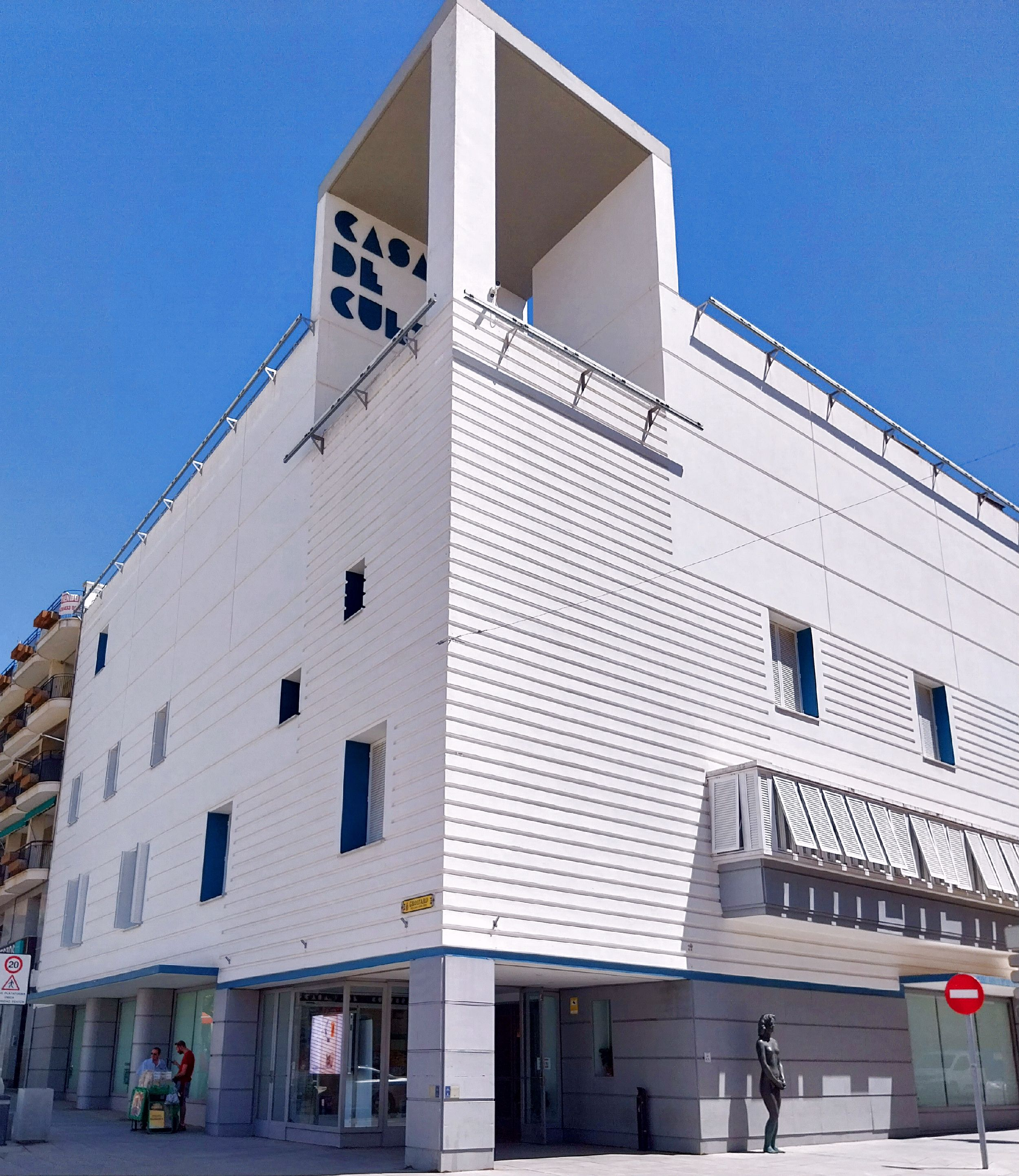
Casa de Cultura de Don Benito (1991-1997).

- Museo Nacional de Arte Romano (Mérida) (1980-85)
- Edificio de la Previsión Española en paseo de Colón de Sevilla (1982-87)
- Antigua sede del Banco de España de Jaén, (Jaén, España) (1983-1988)
- Estación de ferrocarril de Atocha (Madrid) (1985-88)
- Edificio L'illa Diagonal en la Avenida Diagonal (Barcelona) (1986-93)[14]
- Auditorio (Barcelona) (1987-99)
- Fundación Pilar y Joan Miró, (Palma de Mallorca) (1987-1992)
- Nueva terminal del aeropuerto San Pablo (Sevilla, España) (1989-92)
- Palacio de Congresos y Auditorio Kursaal (San Sebastián, España) (1990-99)
- Casa de la Cultura de Don Benito, Badajoz, España) (1991-97)
- Museo de Arte Moderno y Arquitectura (Estocolmo) (1991-98)
- Ayuntamiento de Murcia (Murcia, España) (1991-98)
- Bodegas Julián Chivite, (Estella, España) (1991-2002)
- Museo Thyssen-Bornemisza, Palacio de Villahermosa (Madrid) (1992)
- Comedor de la Hospedería Real (Guadalupe, España) (1993-94)
- Edificio Audrey Jones Beck, Museo de Arte (Houston) (1992-2000)
- Hospital Materno Infantil (Maternidad de O'Donnell), (Madrid) (1996-2003)
- Catedral de Nuestra Señora de Los Ángeles (Los Ángeles) (1996-2002)
- Biblioteca del Campus Arenberg de la Universidad KU Leuven (Lovaina, Bélgica) (1997-2002)

2000-2010

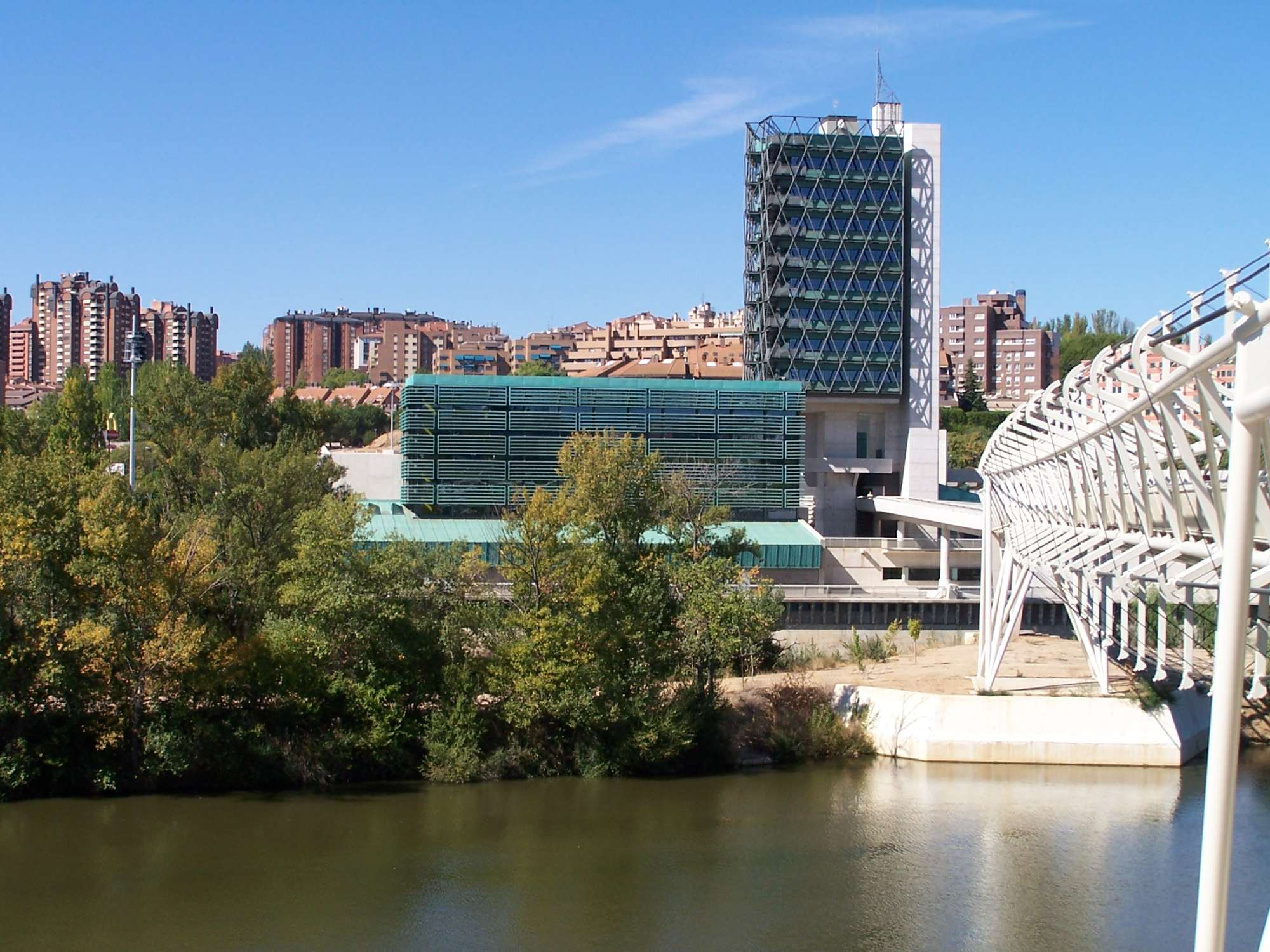
Museo de la Ciencia de Valladolid, a orillas del Pisuerga, Valladolid (2001), con Enrique de Teresa.

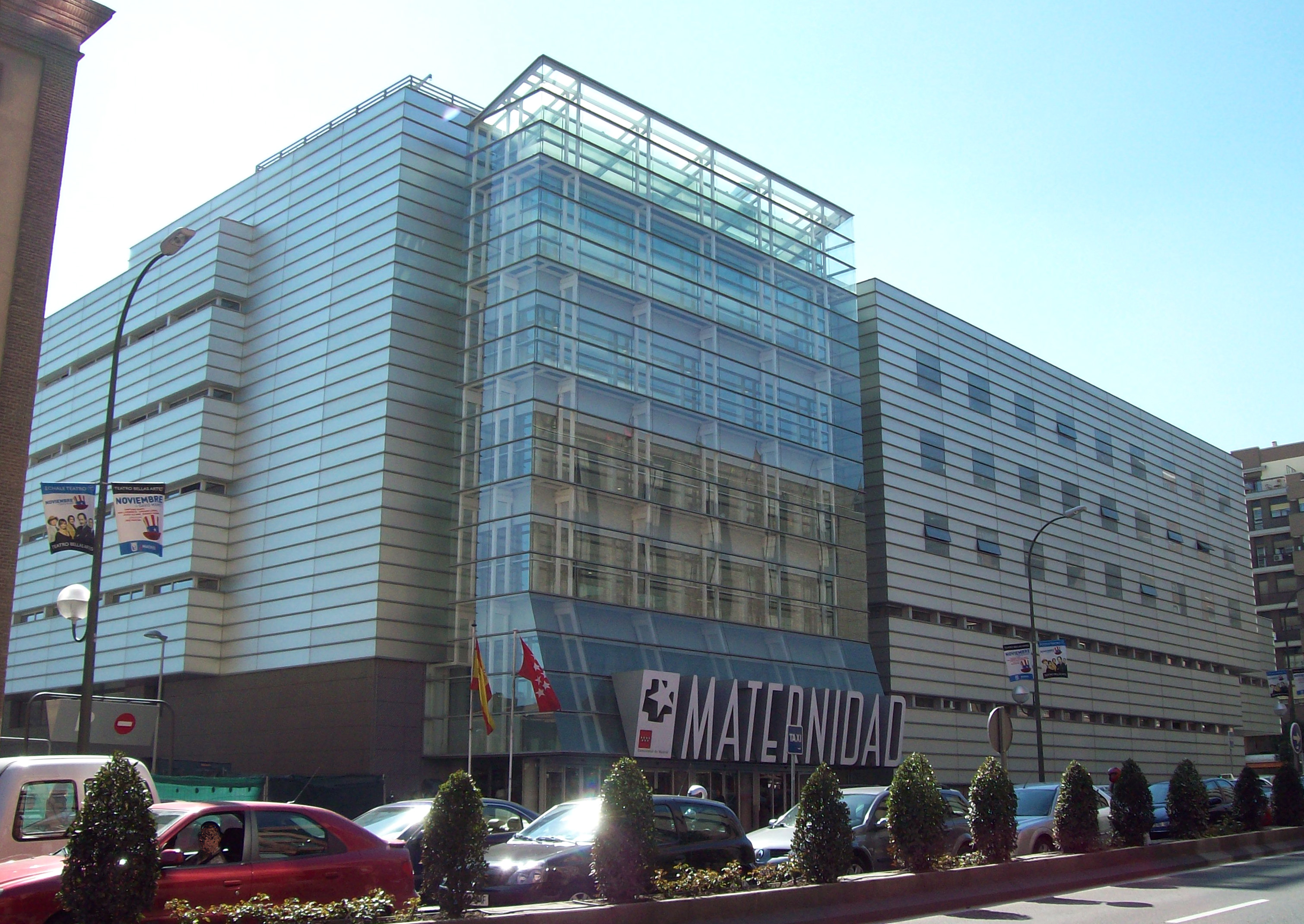
Maternidad de O'Donnell (Madrid).

- Museo de la Ciencia (Valladolid) (2001), con Enrique de Teresa
- Reforma y ampliación del Archivo General de Navarra (Pamplona) (2003)
- Reforma de la plaza y viviendas en la Plaza del Mercado Grande Ávila (Ávila) (2003)
- Centro de Arte y Naturaleza Fundación Beulas (Huesca) (2006)
- Ampliación del Museo del Prado (Madrid) (2007)
- Sede del Gobierno de Cantabria en Puertochico (Santander) (2007-?)
- Rehabilitación y Museo del Teatro Romano de Cartagena, (Cartagena, España) (2008)
- Biblioteca de la Universidad de Deusto (Bilbao) (2009)
- Palacio de Congresos de Toledo (Inauguración 2009)
- Edificio Aragonia (Zaragoza)
- Sede Confederación Hidrográfica del Guadiana, Mérida (2009)
- Teatro (Basilea, Suiza)
- Hotel y oficinas Grand Hyatt (Berlín)
- Edificio Potsdamer Platz Hotel y Office Building (Berlín)
- Ayuntamiento de Ámsterdam (Ámsterdam)
- Museo Baltasar Lobo en el castillo de Zamora
- Beirut Souks (Beirut, Líbano) (2010)

2010-actualidad
- Iglesia de Iesu (San Sebastián)
- Museo Universidad de Navarra
- Torre Puig (Hospitalet de Llobregat)

## Premios
- 1961 - Premio Nacional de Arquitectura, junto a Fernando Higueras por el anteproyecto de Centro de Restauraciones Artísticas (Madrid)
- 1992 - Premio I Bienal Española de Arquitectura y Urbanismo por el Museo de Arte Romano de Mérida.
- 1996 - Premio Schock, otorgado por un comité de la Real Academia Sueca de Artes Visuales.
- 1996 - Premio Pritzker
- 1996 - Medalla de Oro de la Unión Internacional de Arquitectos.
- 2001 - Premio de Arquitectura Contemporánea Mies van der Rohe
- 2003 - Medalla de Oro del Royal Institute of British Architects (RIBA).
- 2006 - Medalla de Oro de la Arquitectura (CSCAE).
- 2012 - Premio Príncipe de Asturias de las Artes
- 2015 - Premio Nacional de Arquitectura
- 2017 - Praemium Imperiale[15]
- 2021 - León de Oro a la trayectoria de la Bienal de Arquitectura de Venecia.[16]
- 2021 - Medalla de Oro de Logroño.[17]